# Football club de Saint-Claude
Maillots
Dernière mise à jour : 4 octobre 2011.
Le Football club san-claudien ou FC Saint-Claude est un club de rugby à XV français basé à Saint-Claude (Jura). Il évolue actuellement en Fédérale 3.
Il appartient au comité de Franche-Comté après avoir longtemps dépendu du Lyonnais. Ses couleurs sont le bleu ciel et le blanc.

## Histoire

### La fondation
Le Football-Club San-Claudien est créé le 30 mars 1900, au Café de France, par Aimé Bouland et ses amis. Le club vient de la "Franc-comtoise", société gymnique locale fondée en 1889, dont les membres avaient été conquis par le rugby, découvert alors qu’ils s’étaient rendus à Genève pour disputer un concours. C’est le plus ancien club du Jura.
La première couleur du club est le noir. Le premier match a lieu le 9 août 1900 entre deux équipes formées de joueurs du club. Afin de les distinguer, les joueurs portent sur leurs maillots noirs des écharpes rouges ou jaunes.
En novembre 1901, le club adhère à l'U.S.F.S.A (Union des Sociétés Françaises de Sport Athlétique) comme société pratiquant « la course à pied et généralement toutes activités sportives selon la saison et les possibilités » (premiers statuts du club). Mais le rugby restera la discipline phare.

### Les premiers matchs
Le club relève alors du comité de l’Est, dont le siège est à Dijon, qui autorise les matches, alors uniquement amicaux, à se tenir sous son égide. L’un des problèmes majeurs que rencontre le club est le manque d’adversaires proches. Il faut alors faire beaucoup de kilomètres dans des conditions parfois difficiles (routes peu praticables, pas de train, moyens financiers limités, etc.) pour organiser les matchs. Le premier « vrai » déplacement a lieu le 30 mars 1902… en Suisse sur le terrain de l’AC Genève.
En 1903, le F.C.S.C s'inscrit au premier championnat régional de Première Série du comité de l’Est. Il y affronte le Lycée Carnot (Dijon), le RC Bourguignon (Dijon) et le RC Chalon.
Dès 1905, le club compte pas moins de trois équipes, ce qui est tout à fait exceptionnel en cette période pionnière et vu la taille modeste de la ville (environ 12 000 habitants à l’époque). Le club dispute toujours quelques matches amicaux. En 1907, Saint-Claude s’incline en finale du championnat de l’Est de Deuxième Série contre le RC Chalon.

#### Double champion du Lyonnais de deuxième série 1911 et 1912
C'est le 28 février 1910 que le F.C.S.C devient « ciel et blanc ». La même année, le club obtient son affiliation au comité du Sud-Est/Lyonnais, à Lyon, beaucoup plus actif et comprenant beaucoup d’équipes. Dès sa première saison (1910-1911), il devient champion du Lyonnais en battant le Sport Athlétique de Lyon 9-3.
F.C.S.C récidive en 1912 et, à ce titre, dispute la phase finale du championnat de France, dont il atteint la finale à Paris, conclue par une défaite 14-0, après avoir éliminé une très forte équipe du Creusot en demi-finale.

### La première montée en Première Division (1931)
Sous la houlette de Lucien Rozier, arrivé de Grenoble en 1926, le F.C.S.C. va devenir un club de premier plan. Il atteint d’abord les sommets du championnat Promotion (demi-finale en 1928), et se qualifie pour le championnat Honneur (1929), ce qui lui permet d’évoluer en Excellence (Première Division), mais le comité du Lyonnais préfère engager un autre club à sa place, comme il en avait alors le pouvoir. En 1930, Saint-Claude atteint la finale du championnat de France Honneur contre l’AS Bortoise mais s’incline (0-5). Cette fois-ci, pourtant, il accède pour la première fois à l'élite.
Il y fait bonne figure. Au lendemain d’une rencontre perdue à Narbonne, un quotidien du Languedoc loue la qualité du jeu d’attaque et « l’élégance » des Jurassiens qu’il surnomme « les Basques de l’Est », en hommage aux grandes équipes basques, notamment l’Aviron bayonnais, d’avant-guerre. Ce surnom devait coller au club pendant de longues décennies.

### Redescente en deuxième puis en troisième division
En 1933, c’est la descente. La crise économique touche durement cette région de petite industrie et il est difficile de retenir les jeunes au pays. Rozier repart pour Grenoble l’année suivante.
En 1936, c’est le sursaut : le club dispute la finale du championnat de France de Promotion (Troisième Division), mais doit s’incliner d’un rien contre le SC Graulhet (0-3). Il demeure en Promotion jusqu’à la Guerre qui éprouve durement la région et le club (beaucoup de jeunes tomberont, victimes de l’Occupation allemande ou seront déportés).

### La reconstruction
Le club repart en Promotion mais ne peut se maintenir. Jules Monneret, président de 1945 à 1958, reconstruit alors un club structuré, sain, misant sur la formation, les clubs devant désormais engager des équipes dans des compétitions juniors.

#### Champion de France de troisième division 1951
En 1951, c’est la consécration avec un premier titre de champion de France, celui de Promotion (Troisième Division), grâce à une victoire sur l’US Montréjeau (3-0). Malgré cela, la réorganisation des championnats fédéraux ne permet pas à Saint-Claude d’accéder à la Deuxième Division, et le club demeure dans le championnat Honneur-Promotion.
C’est André Pagès (1953-1964), ancien de l’USAP et du CS Vienne, qui va donner l’impulsion décisive. Entraîneur-joueur, il bâtit une équipe de plus en plus redoutable et redoutée et, avec Jacky Arbarettaz, forme des joueurs du cru qui ont un bagage technique suffisant pour l'accession vers la Nationale. En 1954, le club revient en Troisième Division (Excellence) puis, dès l’année suivante, (1955) en Deuxième Division, malgré la défaite en finale du championnat de France contre Quillan à Châteaurenard (3-6).

### Première Division, l’âge d’or
Enfin, en 1958, c’est le retour des Bleus et Blancs en Première Division pour la première fois en 25 ans. Le Stade bagnérais en seizièmes et le Stade poitevin en huitièmes (après prolongations) s’inclinent. Le match décisif est un quart de finale contre Foix, que Saint-Claude remporte 3-0 le 28 avril. La défaite contre le Boucau Tarnos stade en demi-finale n’est qu’anecdotique.

#### Arrivée de Roland Crancée
Débute alors la plus belle période du club qui demeurera dans l’élite (y compris le Groupe B de première Division) pendant une trentaine d’années. Son symbole sera l’international Roland Crancée (2 sélections en équipe de France avec le FC Lourdes en 1960 et 1961), deuxième ligne doté d’un coup de pied très puissant, qui y sera entraîneur-joueur de 1964 à 1975. Il remplace André Pagès qui, dès l’année suivante, fera monter Bourgoin en Première Division.

#### Qualifications pour les phases finales en première division
Saint-Claude souffre régulièrement mais parvient tout de même à se qualifier à trois reprises pour les seizièmes de finale de première division (1961, 1969 et 1972).
Il chute en groupe B en 1973 alors que l’élite est réduite de 64 à 32 clubs.

### La fin d’une époque
Les San-Claudiens vont alors faire l’ascenseur entre le groupe A, le groupe B et la deuxième Division. Promu en groupe A en 1974, Saint-Claude retombe immédiatement dans le groupe B. En 1976, nouvelle remontée sous la direction de Jean-Paul Raymond et Pierre Delavenna en groupe A pour une saison, (1976-1977), avant de redescendre en groupe B puis en deuxième division (1979). Frappé par la crise économique qui touche les industries de la région (bois, bijoux), dont les dirigeants soutiennent traditionnellement le club, Saint-Claude éprouve de plus en plus de mal à demeurer au plus haut niveau.

#### Arrivée de Nigel Horton et remontée en première division groupe B
En 1980 arrive Nigel Horton, ancien international de l'équipe d'Angleterre notamment lors du Grand Chelem de 1980. En 1982, l'équipe monte en groupe B pour redescendre aussitôt en deuxième division. Nouvelle accession en groupe B après une demi-finale du championnat de deuxième division en 1984. Le club y restera jusqu’en 1989. Il sera un gérant emblématique du bar Le Club situé Place du Pré.
1985 est une grande année pour le F.C.S.C : il fête son 85e anniversaire par un match de gala gagné contre Leicester 13-10 de Dean Richards et voit arriver un ancien international sud-africain, Nick Mallett, troisième ligne, en provenance du club italien de Rovigo et futur sélectionneur des Springboks, comme entraîneur-joueur qui tiendra le bar dont la gérance était promise aux entraîneurs du club puisque le professionnalisme était interdit. Il ne peut empêcher la descente en 1989 mais, dès l’année suivante, en 1990, le F.C.S.C dispute la finale du Championnat de France contre l'ASPTT Paris, à Montchanin devant 6 000 supporters, perdue 18-10. Mais la remontée en groupe B est assurée.
Nick Mallett quitte le club en 1990 pour l'AC Boulogne-Billancourt et c’est son frère Dave qui lui succède. L’ancien international du RCT Bernard Herrero prend ensuite le poste (1992-1995). L’équipe retombe en deuxième division puis revient en groupe B entre 1993 et 1996. Saint-Claude se retrouve à nouveau en Deuxième Division à la fin des années 90.
Avec la réorganisation des championnats fédéraux au début des années 2000, Saint-Claude s’est retrouvé en Nationale 2/Fédérale 2.
Depuis la saison 2011-2012 le club évolue en Fédéral 3, toujours en milieu de tableau, (7e de la poule 15 en 2015-2016).

## Palmarès
- Championnat de France de première division :
  - Seizième de finaliste (3) : 1961, 1969 et 1972
- Championnat de France deuxième série 
  - Vainqueur (1) : 1912
- Championnat de France de Fédérale 3
  - Champion (1) : 2025 (39-21 contre Rodez Rugby)
- Championnat de France Honneur
  - Finaliste (1) : 1930 (0-5 contre l’AS bortoise)
- Championnat de France de Promotion
  - Vainqueur (1) : 1951 (3-0 contre l'US Montréjeau)
  - Finaliste (1) : 1936 (0-3 contre le SC Graulhet), 1955 (Excellence, 3-6 contre l'US Quillan)
- Championnat du Lyonnais de deuxième série
  - Vainqueur (2) : 1911, 1912

## Personnalités du club

### Joueurs emblématiques
- Roland Crancée
- Nigel Horton
- Nick Mallett
- Paul Piany

### Entraîneurs
- 1993-1995  Bernard Herrero (Toulon, Var 1957) : 2 sélections en équipe de France  en 1983 et 1986